# Захарія Копистенський
Захарія Копистенський (псевдонім Азарія; друга половина XVI ст. — 21 березня 1627) — руський шляхтич з Перемишля, український письменник, культурний і церковний діяч, архімандрит Києво-Печерського монастиря з 1624 року. Один з теоретиків концепції Київ — Другий Єрусалим.

## Біографія
Представник роду дрібної руської шляхти — Копистенських гербу Леліва, дідичним селом яких було Кописно в Перемиській землі (тепер Польща). Правдоподібно, був сином брата (братанком) Михаїла Копистенського — відомого православного єпископа, який не перейшов на унію з РКЦ. Здобув освіту в Львівській братській школі. Вільно володів грецькою і латинською мовами.
1616 року переїхав до Києва, вступив у Київське братство, де розвинув видавничу і полемічно-літературну діяльність. Того ж року написав передмову до Часослова — першої книги, виданої 20 грудня 1616 року Києво-Печерською друкарнею.
Після смерті Єлисея Плетенецького 20 листопада 1624 року Захарія Копистенський був поставлений архімандритом Києво-Печерської Лаври.
Копистенський — автор богословських трактатів: «Книга про віру єдину…» (1619–1621), «Книга про правдиву єдність православних християн» (1623), передмови до «Бесіди Івана Золотоустого» (1623) та «Номоканона» (1624), проповідей («На погреб Є. Плетенецького») тощо.
Брав участь у полеміці разом із представниками інших християнських течій. Його найбільшим полемічним твором вважається «Палінодія, або книга оборони» (1621—1622 рр.), що була спрямована проти католицизму та унії і виражала ідею об'єднання Східної Європи під егідою православ'я.
Помер 21 березня (велика середа Страсного тижня) 1627 року. Був похований в каплиці князів Корецьких у Києво-Печерській лаврі, де була його надгробна плита з епітафією.